# Cry (chanson de Michael Jackson)
Pour les articles homonymes, voir Cry.
Singles de Michael Jackson
You Rock My World
(2001) Butterflies
(2002)
Pistes de Invincible
Don't Walk Away
(12) The Lost Children  
 (14)
Cry est une chanson de Michael Jackson et le deuxième single de l'album Invincible sorti le 5 décembre 2001.

## Thème
Cry (« Pleurons » en français) contient des paroles qui mettent en évidence les problèmes que rencontre l'humanité. Écrite et composée par R. Kelly, la chanson incite également les gens à s'unir pour rendre le monde meilleur. Elle rappelle donc certaines ballades précédentes de Michael Jackson comme We Are the World ou Heal the World, qui promeuvent la paix et la solidarité entre les gens.

## Vidéoclip
Le clip montre une grande chaîne humaine qui traverse le monde. Michael Jackson ne figure pas dedans. Tourné dans les semaines qui ont suivi les attentats du 11 septembre, le chanteur était trop nerveux pour se rendre au tournage dans le nord de la Californie. Lorsqu'il a vu le premier montage, lui et le réalisateur Nick Brandt sont convenus que sa présence n'était pas indispensable. C'est l'un des rares vidéoclips de l'artiste où ce dernier n'apparaît pas, ce qui a contribué à la faible promotion du titre,.

## Liste des pistes
| Royaume-Uni Enhanced maxi CD, 1. Cry – 5:01 2. Shout – 4:17 3. Streetwalker – 5:49 4. Cry (clip) – 5:00 Royaume-Uni 12" vinyle (33 tours) - A. Cry – 5:01 - B1. Shout – 4:17 - B2. Streetwalker – 5:49 Royaume-Uni single cassette - A1. Cry – 5:01 - A2. Shout – 4:17 - A3. Streetwalker – 5:49 - B1. Cry – 5:01 - B2. Shout – 4:17 - B3. Streetwalker - 5:49 | Enhanced CD 1. Cry – 5:01 2. Shout – 4:17 3. Streetwalker – 5:49 4. Cry (clip) – 5:00 Single CD 1. Cry – 5:01 2. Shout – 4:17 États-Unis 7" vinyle (45 tours) - A. Cry – 5:01 - B. Cry – 5:01 |

## Shout
Disponible en piste n°2 de la plupart des versions single, Shout est une semi-reprise d'un titre du même nom de 1959 du groupe The Isley Brothers. Cette chanson était à l'origine destinée pour Invincible mais elle a été remplacée au dernier moment par la ballade You Are My Life. 
Énergique et puissante, d'où le titre qui signifie « Crier » en français, la chanson mêle rap et métal industriel. Elle parle de l'envie de révolte face à un monde en proie à de multiples problèmes.

## Crédits
Cry  :
- Production : Michael Jackson et R. Kelly
- Écrit et composé par R. Kelly
- Percussion : Paulinho da Costa
- Claviers : Michael Jackson et Brad Buxer
- Guitare : Michael Landau
- Mixé par : Michael Jackson et Mick Guzauski

Shout :
- Écrit et composé par Teddy Riley, Michael Jackson, Camen Lampson, Roy Hamilton
- Arrangements : Michael Jackson et Teddy Riley
- Claviers : Teddy Riley et Brad Buxer
- Guitare : Michael Thompson
- Basse : Nathan East
- Mixé par : Teddy Riley, Bruce Swedien et George Mayers

## Classements
| Charts (2001–02)                      | Meilleure position |
| ------------------------------------- | ------------------ |
| Australian Singles Chart              | 43                 |
| Austrian Singles Chart                | 65                 |
| Belgian (Wallonia) Singles Chart      | 31                 |
| Canada (Nielsen SoundScan)            | 33                 |
| Danish Singles Chart                  | 16                 |
| Dutch Singles Chart                   | 39                 |
| France Top 50 (SNEP)                  | 30                 |
| Polish Singles Chart                  | 9                  |
| Romanian Singles Chart                | 22                 |
| Spanish Singles Chart                 | 6                  |
| Swedish Singles Chart                 | 48                 |
| Swiss Singles Chart                   | 42                 |
| UK Singles Chart                      | 25                 |
| US Bubbling Under R&B/Hip-Hop Singles | 1                  |

NB : le titre n'a pas été commercialisé en single aux États-Unis.